# 3640 Gostin
3640 Gostin (1985 TR3) là một tiểu hành tinh vành đai chính được phát hiện ngày 11 tháng 10 năm 1985 bởi Shoemaker, C. và Shoemaker, E. ở Palomar.
Nó được đặt theo tên địa chất học Victor A. Gostin thuộc Đại học Adelaide.